# Ellen Van Poel
Ellen Van Poel is een personage uit de Vlaamse ziekenhuisserie Spoed dat werd gespeeld door Karina Mertens. Ze was een vast personage van 2005 tot 2007.

## Personage
Ellen Van Poel start haar stage in het ziekenhuis in seizoen 8 als vervangster van de ontslagen stagiair-dokter Sven Ongena. Ze heeft de pech de bikkelharde dokter Hofkens als stagebegeleider toegewezen te krijgen. Ze kan het niet met hem vinden en hij geeft haar dan ook een slecht stagerapport. Gelukkig kan ze Luc Gijsbrecht wel overtuigen van haar kennen en kunnen, want in seizoen 9 is ze al vast benoemd tot dokter.
Ellen start enkele seksueel getinte spelletjes met hoofdverpleger Bob Verly, waardoor zijn relatie met verpleegster Britt helemaal stukloopt. Bob is er zeker van dat hij en Ellen een toekomst hebben, maar zij heeft haar pijlen intussen al op Filip Driessen gericht.
Wanneer een patiënt, genaamd Van Poel, een hartaanval krijgt, weigert ze de eerste hulp toe te dienen en blijft ze verstijfd staan. Filip Driessen moet van haar overnemen en ontdekt later pas dat dit eigenlijk haar oom was, die haar in een ver verleden meerdere malen misbruikt heeft. Alle jeugdtrauma's komen opnieuw naar boven. Doordat Filip van haar geheim weet en haar helpt wint hij haar vertrouwen. Ze stort af en toe haar hart bij hem uit en wordt verliefd op hem. Ze doet er dan ook alles aan om de relatie die Filip en Iris hebben kapot te maken. Wanneer ze aan Filip opbiecht verliefd op hem te zijn en Filip haar duidelijk maakt dat hij dat niet is kust ze hem op het moment dat Iris binnenkomt.
Wanneer blijkt dat het ook met Filip niets zal worden, zet ze haar zinnen op Tom Gijsbrecht, de zoon van Luc die na jaren terug is uit Engeland. Alles lijkt goed te gaan, totdat hij haar plots dumpt.

### Vertrek
Ellen neemt ontslag tussen seizoen 10 en 11, en had daar diverse redenen voor. Naast de liefdesaffaires met haar collega's en de stukgelopen relatie met Tom, werd ze gechanteerd door haar ex-vriend. Deze bezat expliciete foto's van haar, die tijdens onder andere brutale seksspelletjes genomen waren, en zou deze openbaar maken indien ze haar job niet opgaf om terug bij hem te komen inwonen.